# Pentidotea schmitti
Pentidotea schmitti är en kräftdjursart som först beskrevs av Menzies 1950.  Pentidotea schmitti ingår i släktet Pentidotea och familjen tånglöss. Inga underarter finns listade i Catalogue of Life.